# NGC 2680
NGC 2680 je galaksija u zviježđu Raku.

## Vanjske poveznice
- SEDS: NGC 2680